# Diecéze Árd Mór
Diecéze Árd Mór je titulární diecéze římskokatolické církve.

## Území
Území biskupského sídla v Árd Mór je v dnešním hrabství Waterford v Irsku.

## Historie

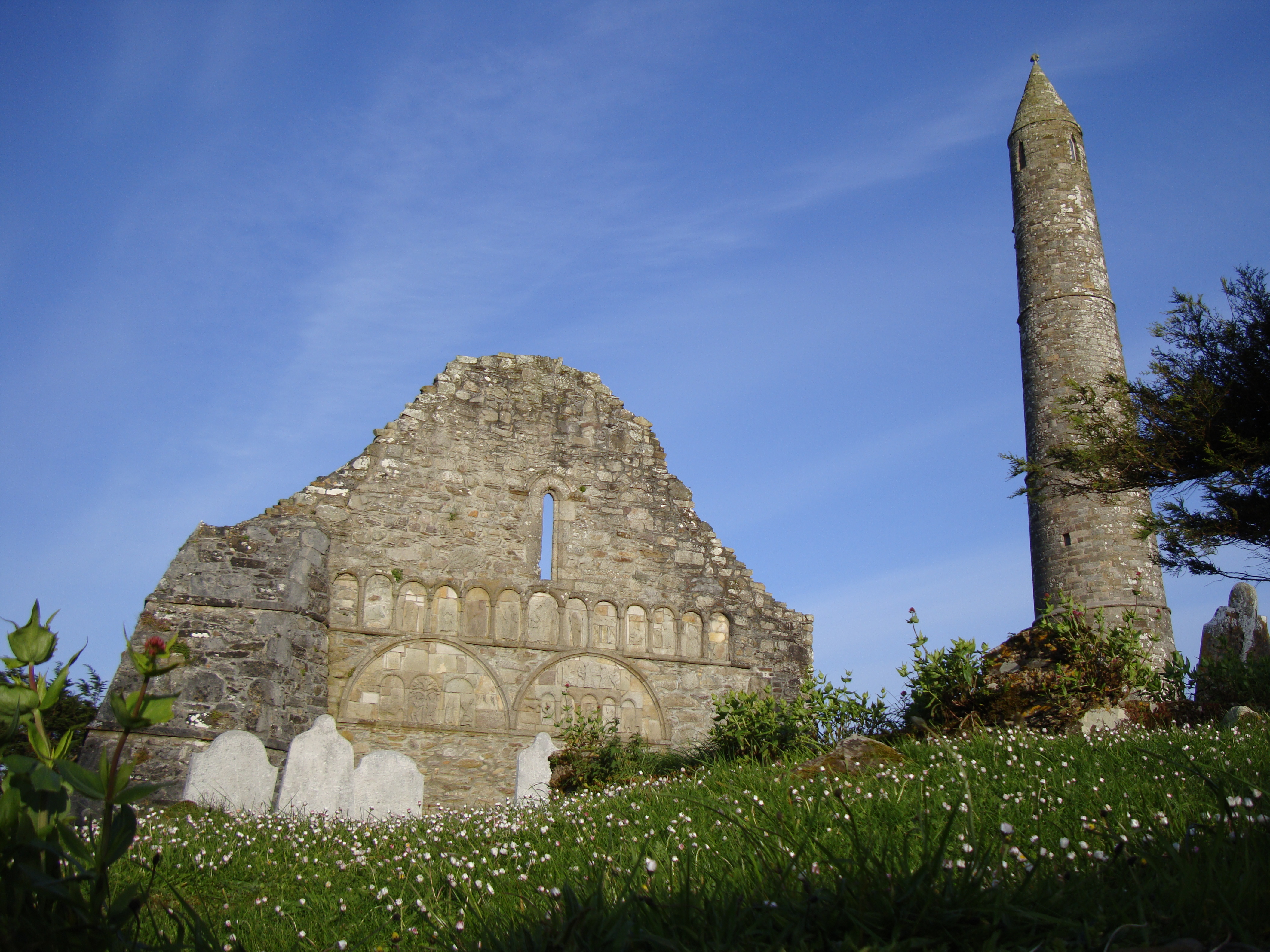
Zřícenina katedrály v Árd Móru

Diecéze byla založena v 5. století svatým Declanem, který získal roku 448 biskupské svěcení od Svatého Patrika. Jako u všech starobylých irských sídel byl Árd Mór klášterní diecéze, kde opat kláštera nemusel být nutně vysvěcen na biskupa. Árd Mór měl pravomoc nad přidruženými kláštery. Pravděpodobně byl v kompetenci sídla v Lismore.
Není jmenován mezi diecézemi zřízenými synodou Ráth Breasail roku 1111.
Roku 1152 byla diecéze synodou v Kells potlačena a její území bylo začleněno do diecéze Lismore. Nicméně, v seznamu kardinála Paparoniho, který vypracoval v rámci příprav na synod v Kells, byl Árd Mór jmenován jako klášter, který měl status diecéze, a později ve 12. století byl v Árd Mór stále biskup. Předpokládá se, že biskupové tohoto sídla byli ustanoveni králem v Déise. Když král Muirchertach Ua Bric byl roku 1153 v Lismore zajat, bylo království předáno do rukou soupeře rodiny Uí Fáeláin.
Roku 1210 byla diecéze jmenována jako sufragánna arcidiecéze Cashel.
Dnes je využívána jako titulární biskupské sídlo; současným biskupem je Raymond W. Field, pomocný biskup Dublinu.

## Seznam biskupů
- Svatý Declan (448 – ?)
- Svatý Ultan
- neznámý (zmíněn roku 1172)
- Eugenius (před rokem 1184 – po roce 1185)

## Seznam titulárních biskupů
- 1969 – 1995 James Holmes-Siedle, M. Afr.
- od 1997 Raymond W. Field